# Мироненко, Алексей Николаевич
Алексей Николаевич Мироненко (1 августа 1923, Яропольцы, Воронежская губерния — 25 августа 1959, Тернопольская область) — подполковник Советской Армии, участник Великой Отечественной войны, Герой Советского Союза (1945).

## Биография
Алексей Мироненко родился 1 августа 1923 года в селе Яропольцы (ныне — Вейделевский район Белгородской области). В 1931 году переехал в посёлок Часов Яр, где окончил девять классов школы и аэроклуб. В 1941 году Мироненко был призван на службу в Рабоче-крестьянскую Красную Армию. В 1943 году он окончил Ворошиловградскую военную авиационную школу пилотов. С января 1944 года — на фронтах Великой Отечественной войны.
К февралю 1945 года гвардии старший лейтенант Алексей Мироненко командовал звеном 118-го гвардейского штурмового авиаполка 225-й штурмовой авиадивизии 15-й воздушной армии 2-го Прибалтийского фронта. К тому времени он совершил 93 боевых вылета на штурмовку скоплений боевой техники и живой силы противника, нанеся ему большие потери, лично сбил 2 вражеских самолёта.
Указом Президиума Верховного Совета СССР от 18 августа 1945 года за «образцовое выполнение боевых заданий командования на фронте борьбы с немецкими захватчиками и проявленные при этом мужество и героизм» гвардии старший лейтенант Алексей Мироненко был удостоен высокого звания Героя Советского Союза с вручением ордена Ленина и медали «Золотая Звезда» за номером 8002.
После окончания войны Мироненко продолжил службу в Советской Армии. В 1956 году он окончил лётно-тактические курсы усовершенствования офицерского состава. Погиб в авиакатастрофе 25 августа 1959 года, похоронен в городе Чортков Тернопольской области Украины.
Был также награждён двумя орденами Красного Знамени, орденом Отечественной войны 1-й степени, двумя орденами Красной Звезды и рядом медалей.
Решением Часовоярского городского совета от 13.07.2000 № ХХIII/12-158 Мироненко Алексею Николаевичу присвоено звание «Почетный гражданин города Часов Яр» (посмертно).
В честь Мироненко названа улица в городе Часов Яр.